# آنتون ماوه
آنتون ردلف ماوه (زاده ۱۸ سپتامبر ۱۸۳۸ –درگذشته ۵ فوریه ۱۸۸۸) یک هنرمند هلندی سبک رئالیسم و یکی از اعضای پیشگام مکتب هوگو بود. او نقاشی‌هایش را با نام ای. ماوه یا آی وام امضا می‌کرد. هنریه ایمند رنگ شناس، او از تأثیرگذاران خیلی مهم و زود هنگام بر پسر خاله همسرش ونسان ون گوگ بود.
بیشتر نقاشی‌های ماوه، از انسان‌ها و حیوانات در هوای آزاداست. در تابلو سواری در صبح در موزه امپراتوری، برای مثال اسب سواران شیک کنار دریا دیده می‌شوند که از دید بیننده دور می‌شوند. جزئیات غیر معمول، سقوط اسب در پیش صحن، گواهی بر تعهد او بر رئالیسم است.
شناخته شده‌ترین نقاشی او کشاورزان را در حال کار کردن در روی زمینترسیم می‌کند. نقاشی او از گله‌های گوسفند، به ویژه محبوب حامیان آمریکایی او بود. چنان محبوب که در حقیقت تفاوت قیمت تابلو گوسفندان در حال آمدن و رفتن افزایش یافت.

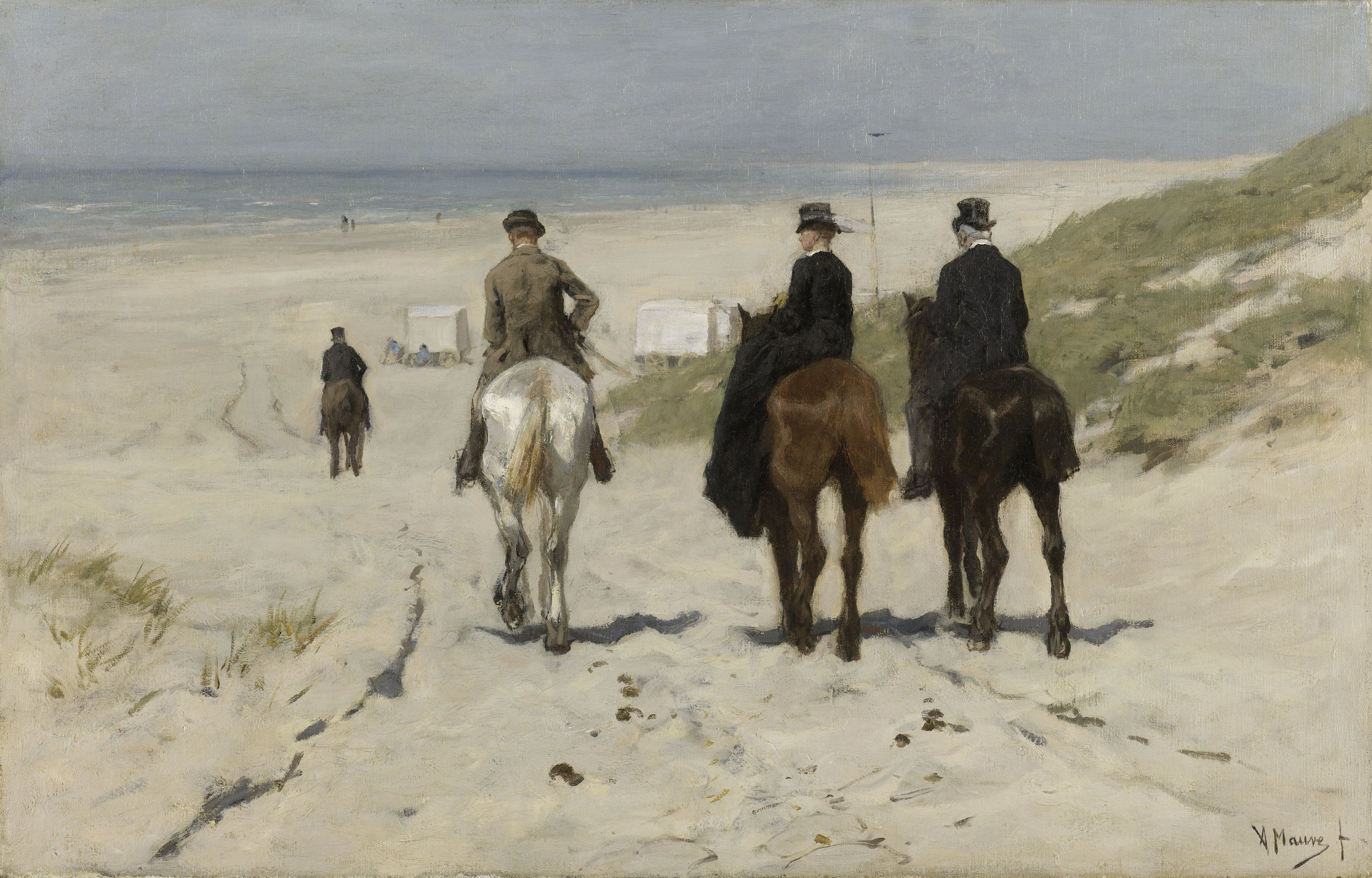
سواری در صبح در ساحل (۱۸۷۶), رنگ روغن روی بوم, موزه امپراتوری